# Camilla Dallerup
Camilla Dallerup (* 1974 in Aalborg) ist eine dänische Profitänzerin, die seit einigen Jahren in Großbritannien lebt. Einem größeren Publikum ist seit 2004 durch die regelmäßige Teilnahme an der britischen Tanzshow Strictly Come Dancing bekannt. 2007 vertrat sie mit Brendan Cole Großbritannien bei der ersten Ausgabe des Eurovision Dance Contest. 

## Leben
Camilla Dallerup tanzt seit ihrem zweiten Lebensjahr, als sie von ihrer Mutter an einer Tanzschule in Aalborg angemeldet wurde. Mit zwölf Jahren gewann sie die dänischen Jugendmeisterschaften, bevor sie einige Jahre später nach England zog. Dort traf sie Brendan Cole, ihren späteren Tanzpartner und Verlobten, mit dem sie an verschiedenen Tanzwettbewerben teilnahm. Den größten Erfolg feierte das Paar 2003, als es den dritten Platz bei den britischen Meisterschaften in der Kategorie "Lateinamerikanische Tänze" belegte. Einige Zeit später trennte sie sich privat und beruflich von Brendan Cole, nachdem dieser eine Affäre mit Natasha Kaplinsky hatte, mit der er die erste Staffel von Strictly come dancing gewann. Seit 2005 ist Ian Waite ihr ständiger Tanzpartner. Das Paar belegte den zweiten Platz bei der lateinamerikanischen Tänzer bei den britischen Meisterschaften.

## Teilnahme an Strictly come dancing
Dallerup nahm an den ersten sechs Staffeln der Sendung teil:
| Staffel | Partner         | Platzierung |
| ------- | --------------- | ----------- |
| 1       | David Dickinson | 7 / 8       |
| 2       | Roger Black     | 5 / 10      |
| 3       | James Martin    | 4 / 12      |
| 4       | Ray Fearon      | 8 / 14      |
| 5       | Gethin Jones    | 3 / 14      |
| 6       | Tom Chambers    | 1 / 16      |

## Teilnahme am Eurovision Dance Contest
Camilla Dallerup und Brendan Cole wurden 2007 intern von der BBC ausgewählt, Großbritannien bei der ersten Ausgabe des Eurovision Dance Contest zu vertreten. Mit ihrer Rumba- und Freestyle-Darbietung konnte das Paar jedoch nicht die europäischen Zuschauer überzeugen und kam mit 18 Punkten auf den 15. und damit vorletzten Platz. Der zweite Tanz war der letzte gemeinsame Auftritt des Paares.

## Weitere Auftritte
2009 nahm sie an der neunten Staffel der britischen Fernsehshow I’m a Celebrity…Get Me Out of Here! teil.

## Erfolge (Überblick / Auswahl)
- 2003: 3. Platz bei den britischen Meisterschaften / Latein (mit Brendan Cole)
- 2005: 2. Platz bei den britischen Meisterschaften / Latein (mit Ian Waite)